# Kempynus digoniostigma
Kempynus digoniostigma là một loài côn trùng trong họ Osmylidae thuộc bộ Neuroptera. Loài này được Oswald miêu tả năm 1994.